# كوماني
كوماني هي قرية مسيحية في منطقة نهيلي تقع في محافظة دهوك شمال العراق، وتبعد 70 كلم شمال شرق مركز المحافظة، يسكنها خليط من الكلدان والآشوريين وقد بلغ تعداد سكانها حوالي 550 نسمة حسب إحصاء عام (1957)، وبلغ عدد الدور المشيدة فيها عام 1961 (150) دار سكنية مبنية من الحجر والطين وفي عام 1963 انشأ فيها أول مدرسة ابتدائية، وفي عام 1965 احرقت القرية وسلبت وهرب أهلها ولجأوا إلى القرى المجاورة، وفي عام 1977 أنشأ فيها (100) وحدة سكنية في خطة لاسكان القرى المرحلة في مجمعات قسرية.
كوماني من القرى الكبيرة في شمال العراق حاليا ويلفظ اسمها أحيانا كواني، وتقع على بعد تسعة كيلو مترات إلى الجنوب الشرقي من مدينة العمادية.

## التسمية
يرد في النصوص المسمارية الآشورية اسم إقليم بصيغة قوماني، يقع إلى الشمال من المنطقة الآشورية الداخلية
اختلفت صيغ كتابة هذا الاسم: قُمان، قوماني، أو قومينِ، أو قوماني.
وبحسب نصوص الملك الآشوري تغلات بلاصر الأول 1114_1076 ق م تحالف إقليم قوماني مع إقليم مُصر ضده، ومصر إقليم جبلي يتطابق مع جبل بعشيقة في شمال شرقي نينوى
جاء في نصوص الملك الآشوري سرجون الثاني وصف الملك لموقع عاصمته الجديدة دور شروكين أي خرسباد عند قاعدة جبل مُصر في أعالي نينوى. وعندما حشد إقليم قوماني جيشه قام تجلات بلاصر الأول بشن هجوم واسع عليه باتجاه جبال تالا الواقعة في الجهة الشمالية والشمالية الشرقية من مدينة عين سفني الحالية وبحسب ما يرد في النص الآشوري تراجع جيش قوماني على إثر الهجوم إلى جبل خروسا الذي يرجح أن يكون جبل باعذرا حالياً ويشكل هذا الجبل الامتداد الشرقي لجبل ألقوش ويمكن أن يكون بداية إقليم كوماني، وقبل أن يواصل الجيش الاشوري تقدمه نحو مدينة كيشون عاصمة قوماني استولى على مدينة خُنُس، خنس حالياً، ثم واصل التحرك نحو كيشون وفرض عليها التبعية للدولة الآشورية.
فالاسم نفسه تقريبا لم تزل تحمله قرية كوماني التي يتفق موقعها مع المعطيات الجغرافية التي تقدمها النصوص المسمارية الاشورية.